# Sinocrassula densirosulata
Sinocrassula densirosulata là một loài thực vật có hoa trong họ Crassulaceae. Loài này được (Praeger) A. Berger miêu tả khoa học đầu tiên năm 1930.